# Philibert Jambe de Fer
Philibert Jambe de Fer (ur. około 1515 w Champlitte, zm. około 1566 prawdopodobnie w Lyonie) – francuski kompozytor i teoretyk muzyki.

## Życiorys
Przez większość swojego życia związany był z Lyonem. W 1564 roku organizował oprawę muzyczną z okazji uroczystego wjazdu króla Karola IX do miasta. Był zwolennikiem reformacji.
Był autorem polifonicznego opracowania melodii do psalmów w języku francuskim. Opublikował traktat Epitome musical des tons, sons et accordz, es voix humains, fleustes d’Alleman, fleustes à neuf trous, violes, & violons (Lyon 1556). Dzieło to, ujęte w formę dialogu, zawiera informacje na temat budowy różnych rodzajów fletów, violi da gamba oraz skrzypiec i techniki gry na nich, przez co stanowi ważne źródło do poznania XVI-wiecznej praktyki wykonawczej.